# Caralluma sarkariae
Caralluma sarkariae är en oleanderväxtart som beskrevs av J.J. Lavranos och R.M.I. Frandsen. Caralluma sarkariae ingår i släktet Caralluma och familjen oleanderväxter. Utöver nominatformen finns också underarten C. s. longipedicellata.